# Николай (Пашков)
Епископ Никола́й (в миру Алекса́ндр Анато́льевич Пашко́в; род. 10 февраля 1972, Куйбышев) — архиерей Русской православной церкви, епископ Георгиевский и Прасковейский.
Тезоименитство — 9 (22) мая (память святителя Николая Чудотворца).

## Биография
Родился 10 февраля 1972 года в городе Куйбышеве, религиозное воспитание получил от своей бабушки Евдокии Меркуловой и крестной матери — инокини Анны.
В 1987 году окончил школу № 37 города Куйбышева, после чего поступил в Куйбышевский строительный техникум, который окончил техником-строителем. Образование продолжил в Самарской архитектурно-строительной академии. В 1997 году защитил дипломную работу на кафедре металлоконструкций.
С 1990 был пономарём в Покровском кафедральном соборе города Куйбышева. В том же году стал иподиаконом архиепископа Самарского и Сызранского Евсевия, а затем архиепископа Самарского и Сызранского Сергия.
26 апреля 1998 года в соборе Вознесения Господня архиепископом Самарским Сергием рукоположен в сан пресвитера.
27 мая 1998 года направлен на служение в Покровский кафедральный собор города Самары. 8 сентября 1998 года назначен настоятелем храма свт. Николая Мирликийского села Богатое.
4 января 2000 года назначен настоятелем храма Успения Пресвятой Богородицы города Самары.
Обучался в Самарской духовной семинарии и в Московской духовной академии.
7 октября 2012 года назначен благочинным Богатовского округа Кинельской епархии.
С 28 декабря 2014 года — древлехранитель Кинельской епархии.
5 января 2015 года в Покровском мужском монастыре с. Чубовка по благословению епископа Кинельского и Безенчукского Софрония игуменом Петром (Лукановым) пострижен в монашество с именем Николай в честь свт. Николая Мирликийского.
Решением Священного Синода от 27 декабря 2016 года (журнал № 132) назначен игуменом новооткрытого Богатовского Никольского мужского монастыря с. Богатое.
С 3 ноября 2017 года — епархиальный архитектор.

### Архиерейство
24 октября 2024 года решением Священного синода РПЦ избран епископом Георгиевским и Прасковейским.
3 ноября 2024 года в храме Казанской иконы Божией Матери села Каменный Брод Самарской области епископом Кинельским и Безенчукским Софронием возведён в сан архимандрита.
7 ноября 2024 года в домовом храме Всех святых, в земле Российской просиявших, Патриаршей и Синодальной резиденции в Даниловском ставропигиальном монастыре был наречён во епископа, после чего обратились к патриарху Кириллу и сослужившим ему архиереям со ставленническими словами.
18 ноября 2024 года в Большом соборе Донского ставропигиального мужского монастыря города Москвы был хиротонисан во епископа Георгиевского и Прасковейского. Хиротонию совершили: патриарх Кирилл, митрополит Воскресенский Григорий (Петров), митрополит Каширский Феогност (Гузиков), митрополит Ставропольский и Невинномысский Кирилл (Покровский), архиепископ Пятигорский и Черкесский Феофилакт (Курьянов); архиепископ Зеленоградский Савва (Тутунов), епископ Павлово-Посадский Силуан (Вьюров), епископ Истринский Серафим (Амельченков), епископ Раменский Алексий (Туриков).